# Chasse-neige
Pour les articles homonymes, voir Chasse-neige (homonymie).

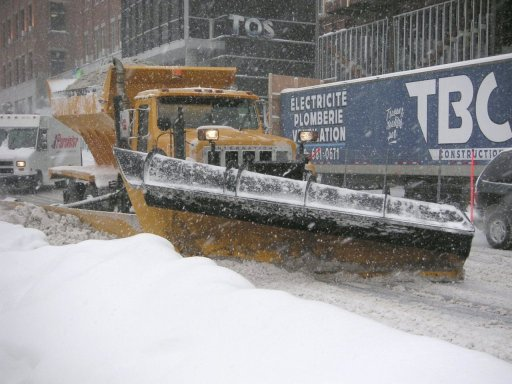
Chasse-neige avec sableuse (benne) et aile latérale, Québec.

Un chasse-neige (un des types de déneigeuses), une gratte ou une charrue à neige au Canada, est un engin de service hivernal destiné au déneigement pour débarrasser la voirie de la neige afin de la rendre praticable pour les autres véhicules, sur la route comme sur le rail. Cet appareil est muni d'un ou de plusieurs versoirs à l'avant utilisés pour pousser la neige sur le bas-côté.

## Histoire
Avec le développement urbain, il devint difficile de laisser la nature évacuer le trop-plein de neige. Les déplacements en montagne étaient également très problématiques. La méthode utilisée, de l'Antiquité jusqu'au XXe siècle à travers le monde, était de repousser le surplus de neige sur le bas-côté de la route et de durcir le fond afin d'obtenir une surface plus unie pour les traîneaux. Par exemple, le déneigement au début du XIXe siècle au Canada est effectué à l'aide de pelles et de pioches lors de corvées où toute la population s'entraide pour déblayer les chemins. La neige est chargée dans des traîneaux tirés par des chevaux pour la transporter dans des terrains vacants. Ce qui reste sur la route est piétiné. Les habitants ne peuvent vaquer à leurs occupations quotidiennes tant que le déneigement n'était pas fini, car cette corvée de déneigement était obligatoire. 
À la fin du XIXe siècle, dans les grandes villes comme Montréal ou New York, ce sont des ouvriers engagés qui réalisent ce travail, et de la machinerie, comme des grattes de bois tirées par des chevaux, commence à être utilisée,. Aux États-Unis, un chasse-neige fut breveté dès les années 1840 pour les chemins de fer. Avec l'avènement de véhicules à moteur à essence, un certain nombre d'inventeurs ont adapté ces appareils au nouveau mode de locomotion et le premier chasse-neige construit spécifiquement pour celui-ci date de 1913. Il fut fabriqué par Good Roads Machines de Kennett Square, (PA.) selon les exigences rigoureuses définies par les ingénieurs du Bureau du nettoyage de rues de New York. Good Roads est donc officieusement crédité comme l'auteur du chasse-neige moderne, bien que leurs appareils hippomobiles avec lame en acier furent utilisés depuis la fondation de la société en 1878. Contrairement à la plupart des pionniers du chasse-neige, Good Roads fabrique toujours des équipements de déneigement sous le nom Good Roads Godwin à Dunn, Caroline du Nord. 
Carl Frink de Clayton, New York, est un autre fabricant précoce de déneigeuses montées sur camions. Son entreprise, Frink Snowplows fut fondée dès 1920 et cessa ses activités en 2000 sous le nom de Frink-America. Pour l'hiver de 1919, Carl H. Frink, propriétaire d'un atelier de machinage et d'un commerce de pneus à Clayton (New York), fabrique un chasse-neige d'acier en V qu'il installe sur un autocar de Fred I. Dailey qui transportait des passagers entre Clayton et Watertown. En 1920, Frink fabrique un autre chasse-neige avec des ailes latérales qu'il installe sur un semi-chenillé Linn pour F.W. Carpenter qui exploitait la compagnie Black River Bus Lines. La compagnie Linn, toujours à l'affût d'un nouveau marché, s'empresse d'offrir aux municipalités ses semi-chenillés déjà équipés d'un chasse-neige Frink en soulignant la traction supérieure des semi-chenillés; ces derniers ont dominé le marché de l'est des États-Unis jusque vers 1930 lorsqu'ils ont été supplantés par les camions 4WD beaucoup plus rapides. Frink est l'inventeur du chasse-neige avec ailes latérales d'abord actionnés par treuils manuels, puis treuils mécaniques et un système hydraulique. Ce type de chasse-neige est toujours utilisé mais avec une charrue simple et une seule aile de côté (voir photo de l'article).  
En 1923, les frères Hans et Even Øveraasen de Norvège construisent un chasse-neige pour une utilisation sur des voitures. Débutant une tradition dans l'équipement de déneigement pour les routes, les chemins de fer et les aéroports,. 
Aujourd'hui, les chasse-neiges sont produits par de nombreuses entreprises à travers le monde et sont disponibles pour différents types de véhicules tels que des camions de service, des camionnettes, les véhicules utilitaires sport et les véhicules tout-terrain. Ils sont installés en utilisant un matériel spécifique ou un montage universel sur le châssis du véhicule pour assurer une connexion solide. Ils peuvent être à contrôles manuels ou hydrauliques. Les lames de chasse-neige sont disponibles en différentes tailles en fonction du type de véhicule.

## Équipement
Le chasse-neige peut être muni des équipements suivants :
- une étrave de déneigement, un rabot déneigeur ou une lame biaise pousse la neige sur le ou les côtés de l'engin pour former un andain de neige ;
- un système de rejet permet d'éjecter la neige à distance de la route, pour éviter la formation de congères sous le seul effet de la lame ;
- un dispositif de salage peut se trouver à l'arrière ou sur le côté gauche de l'engin, pour éviter la formation de glace aux endroits où de la neige n'aurait pas complètement été enlevée.

## Galerie

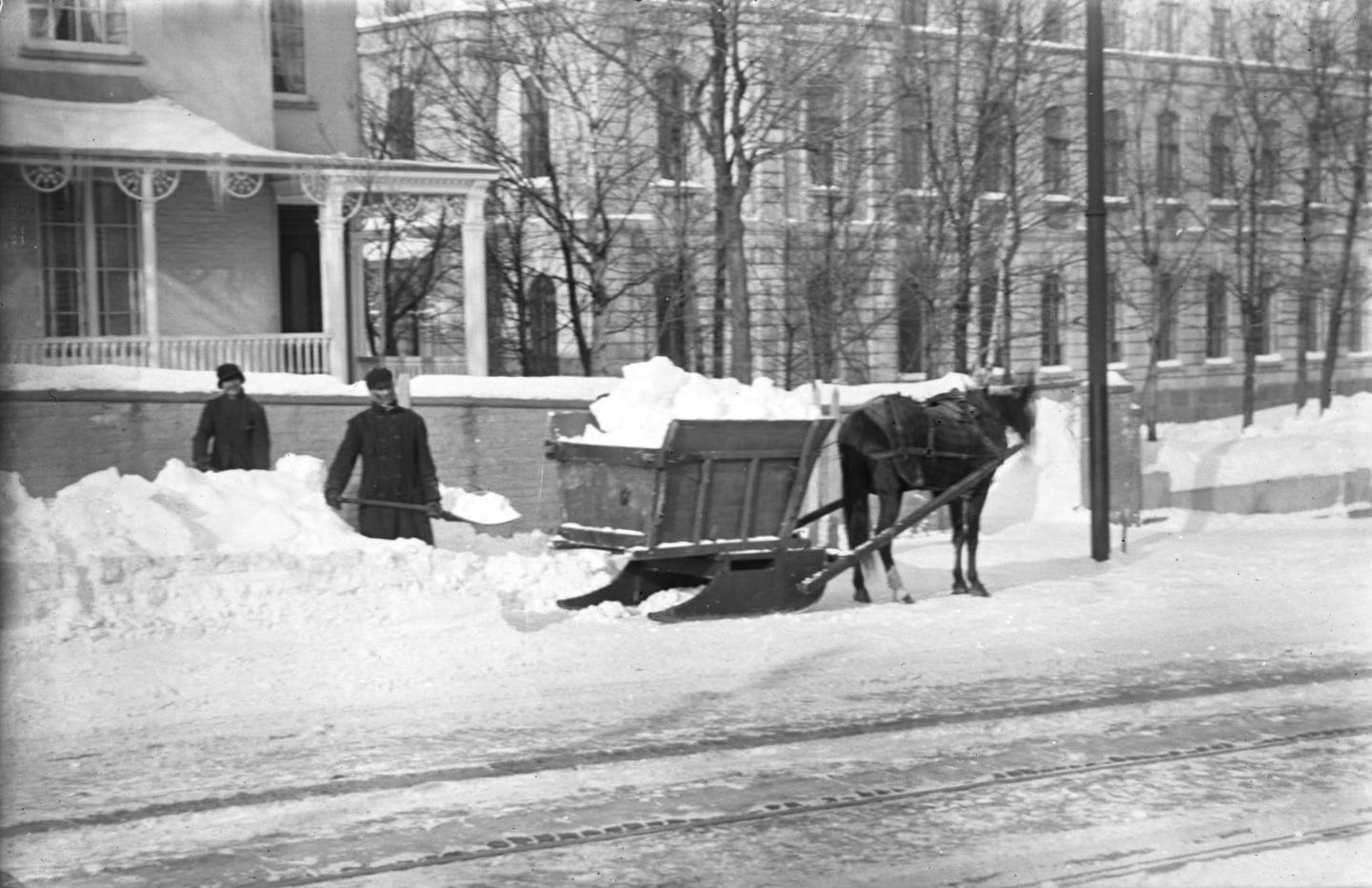
Québec, 1904.
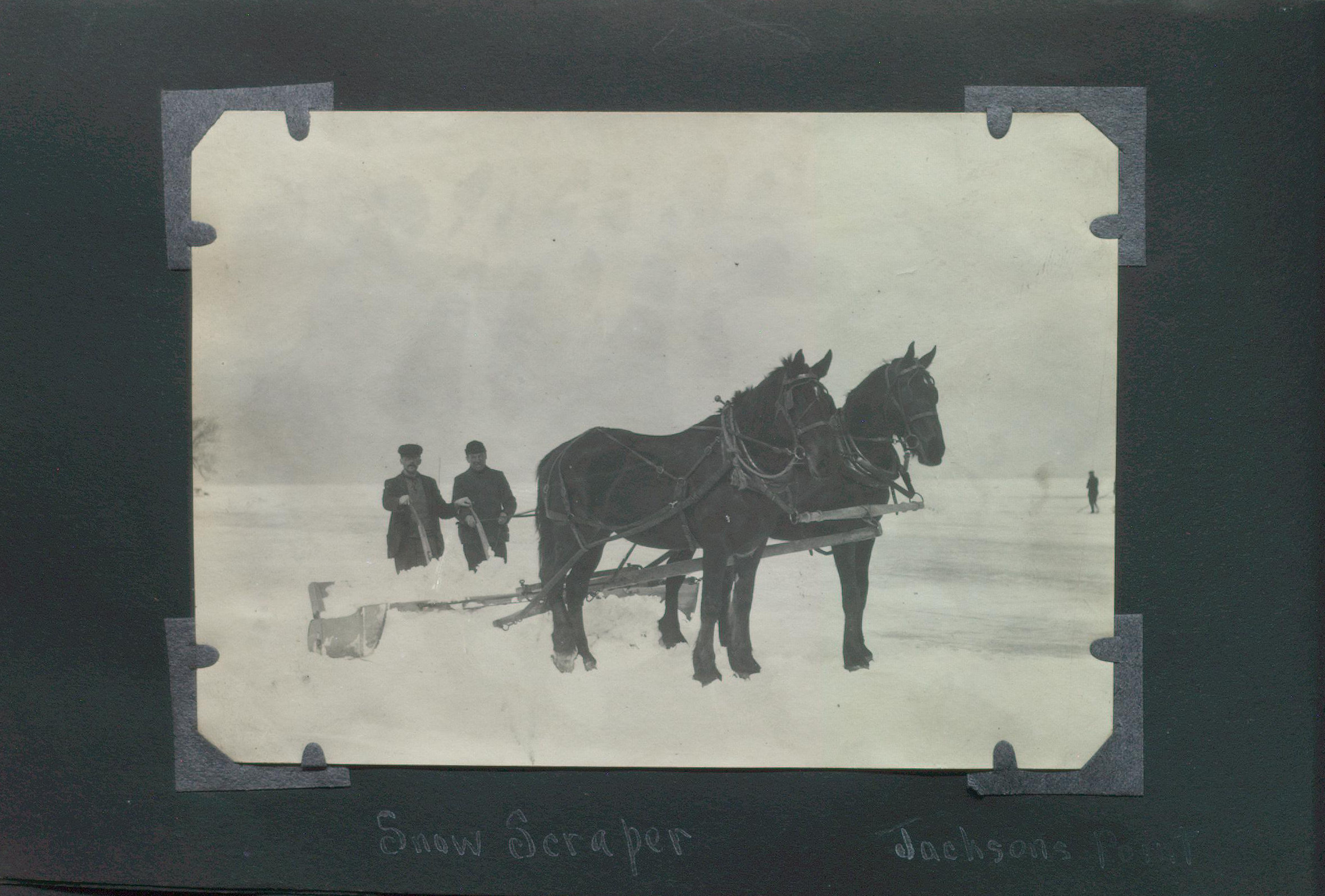
Toronto, 1910.
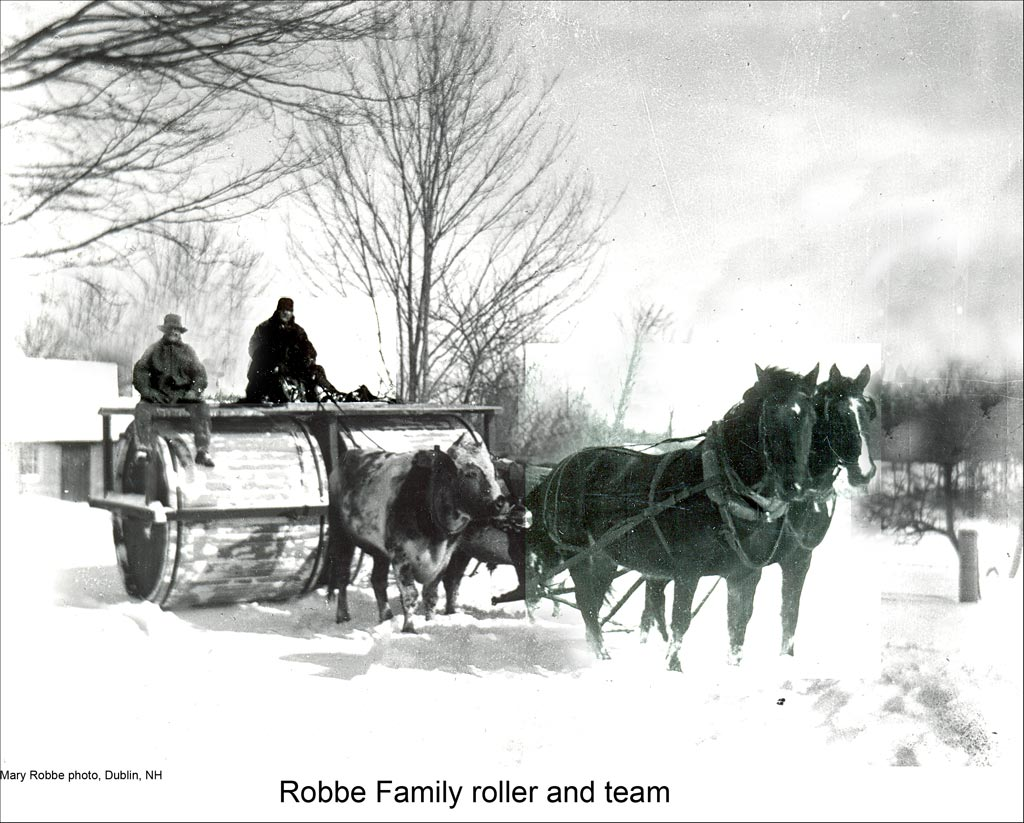
Rouleau à neige.
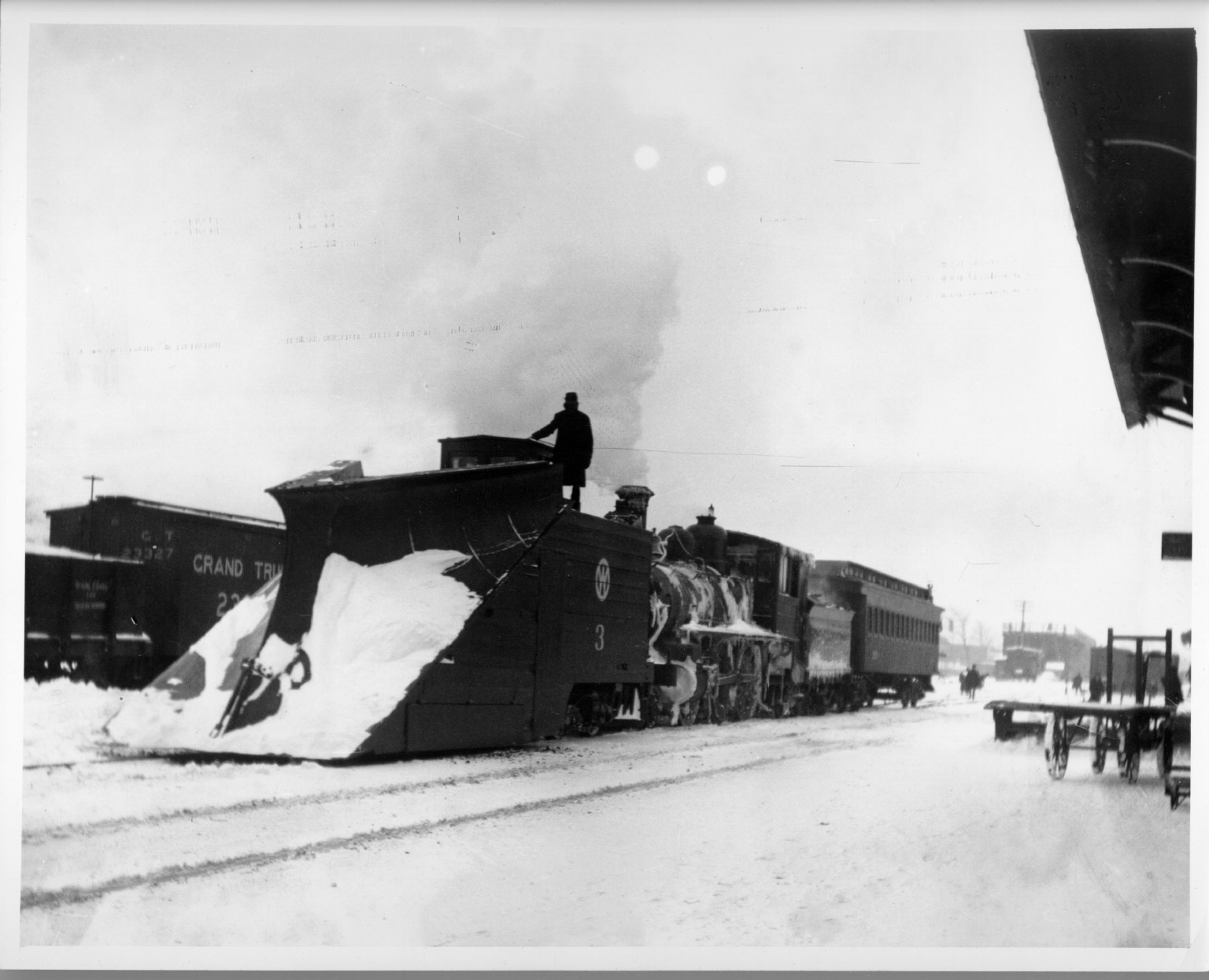
Chasse-neige ferroviaire.
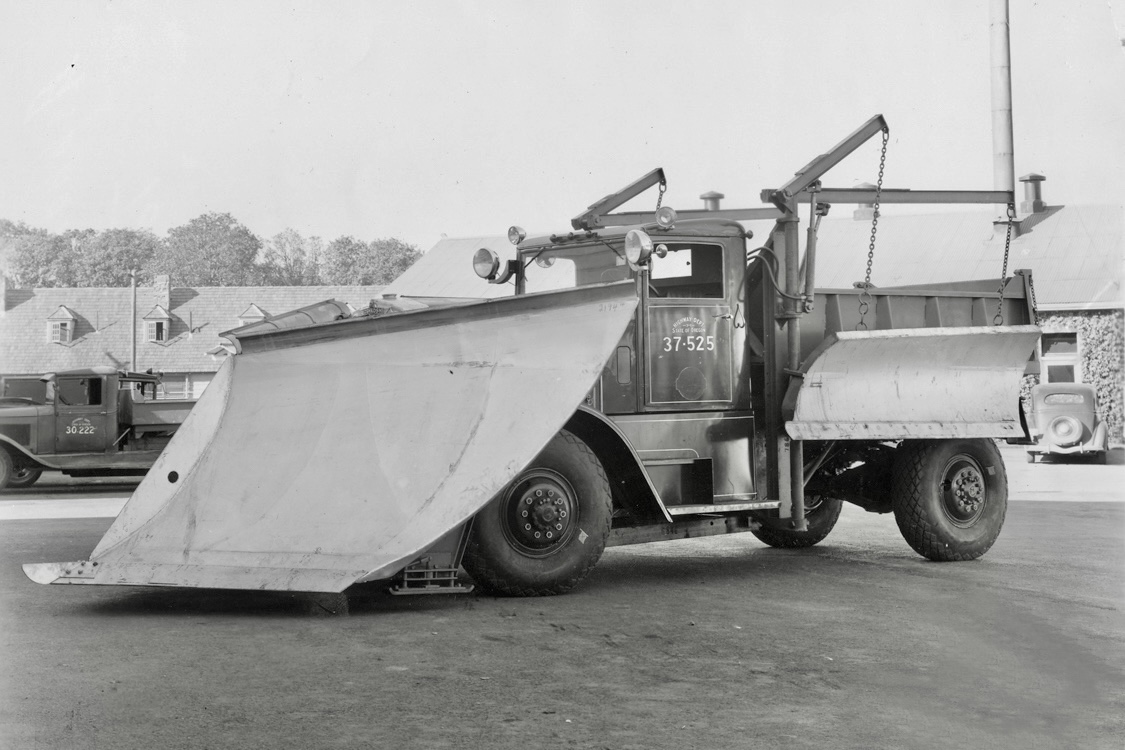
Ancien modèle à relevage hydraulique.
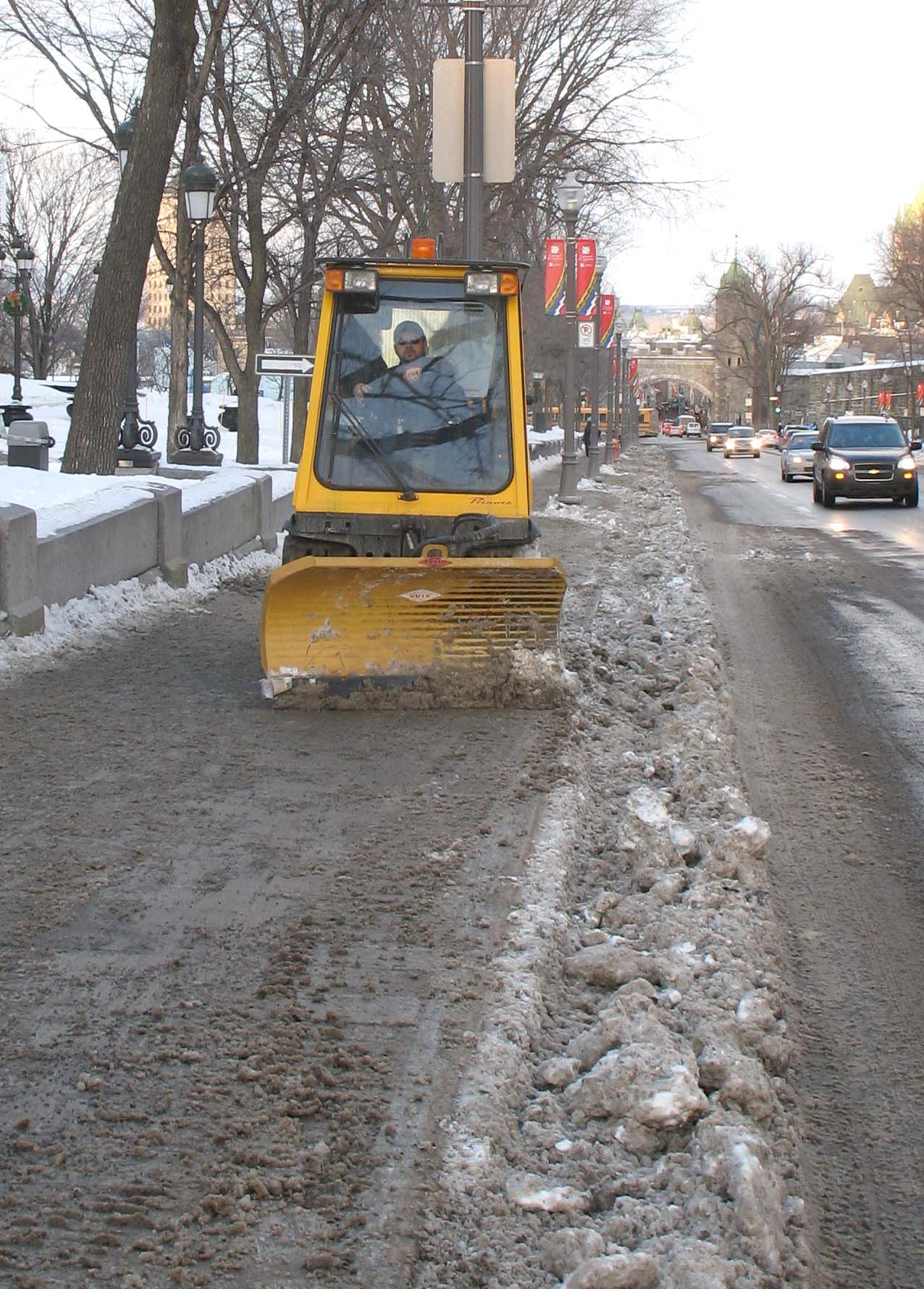
Chasse-neige de trottoirs.
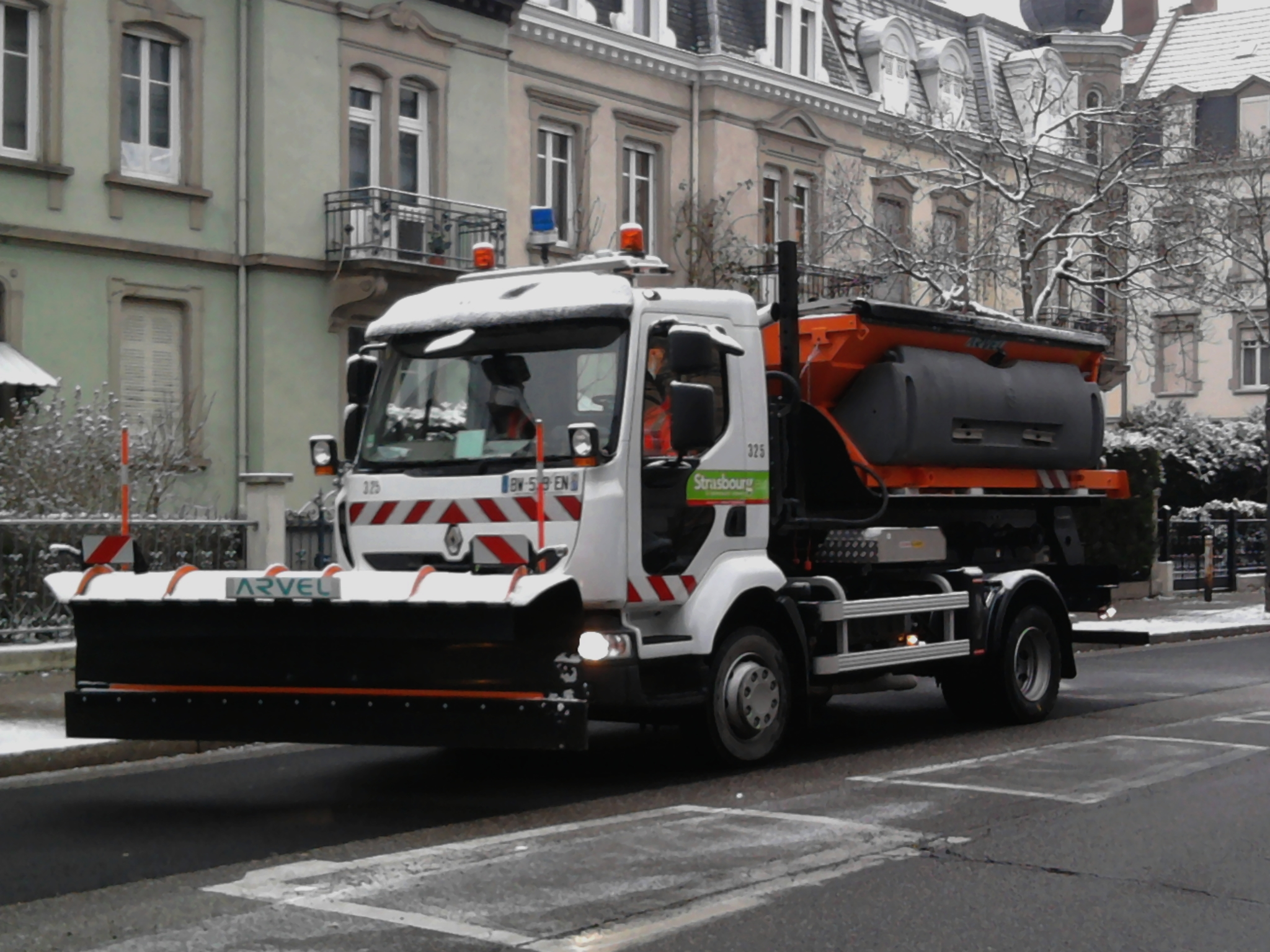
Chasse-neige européen pour dégager les rues.
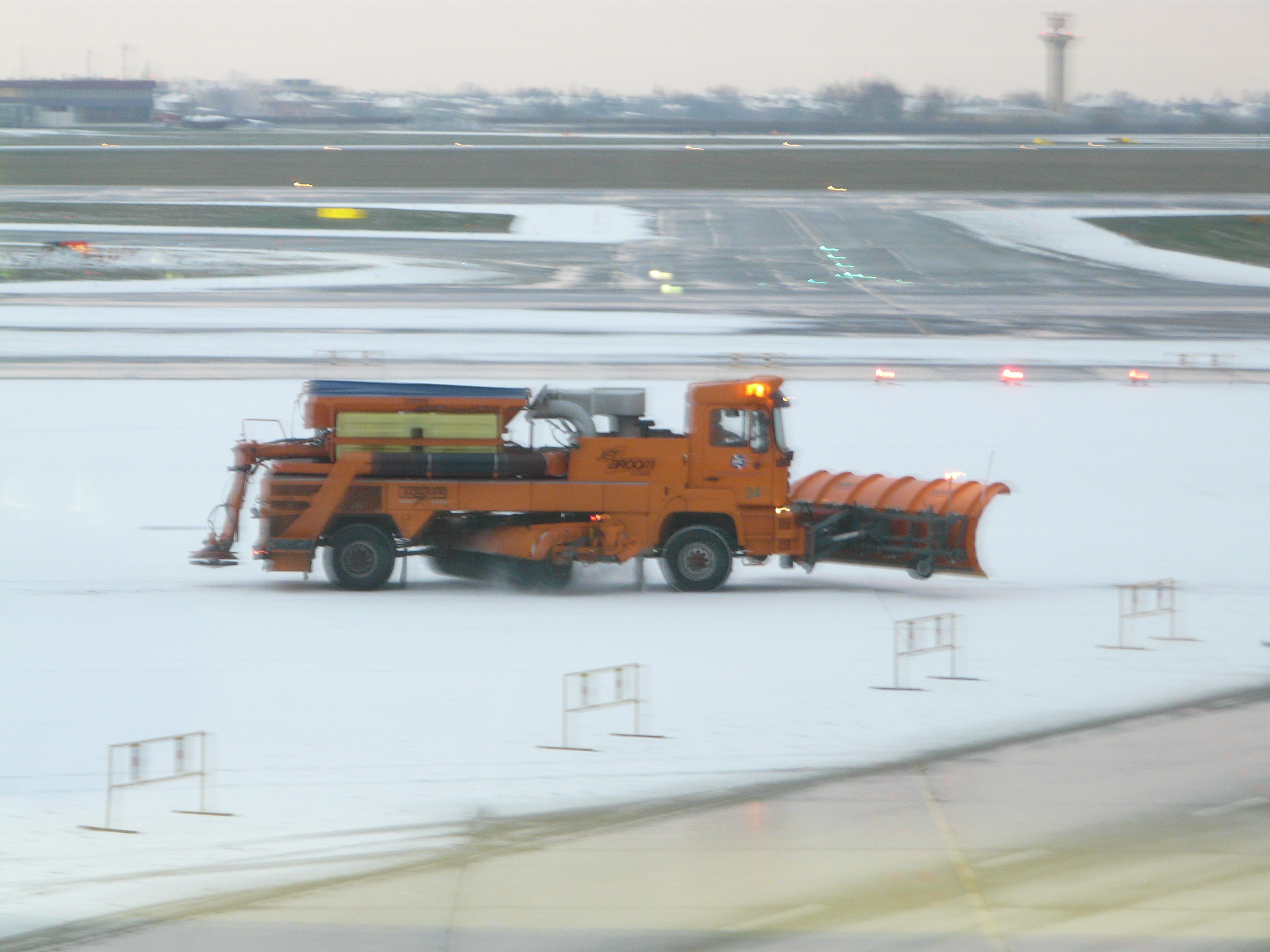
Chasse-neige avec salage Boschung à l'aéroport Frédéric-Chopin de Varsovie  (Pologne).
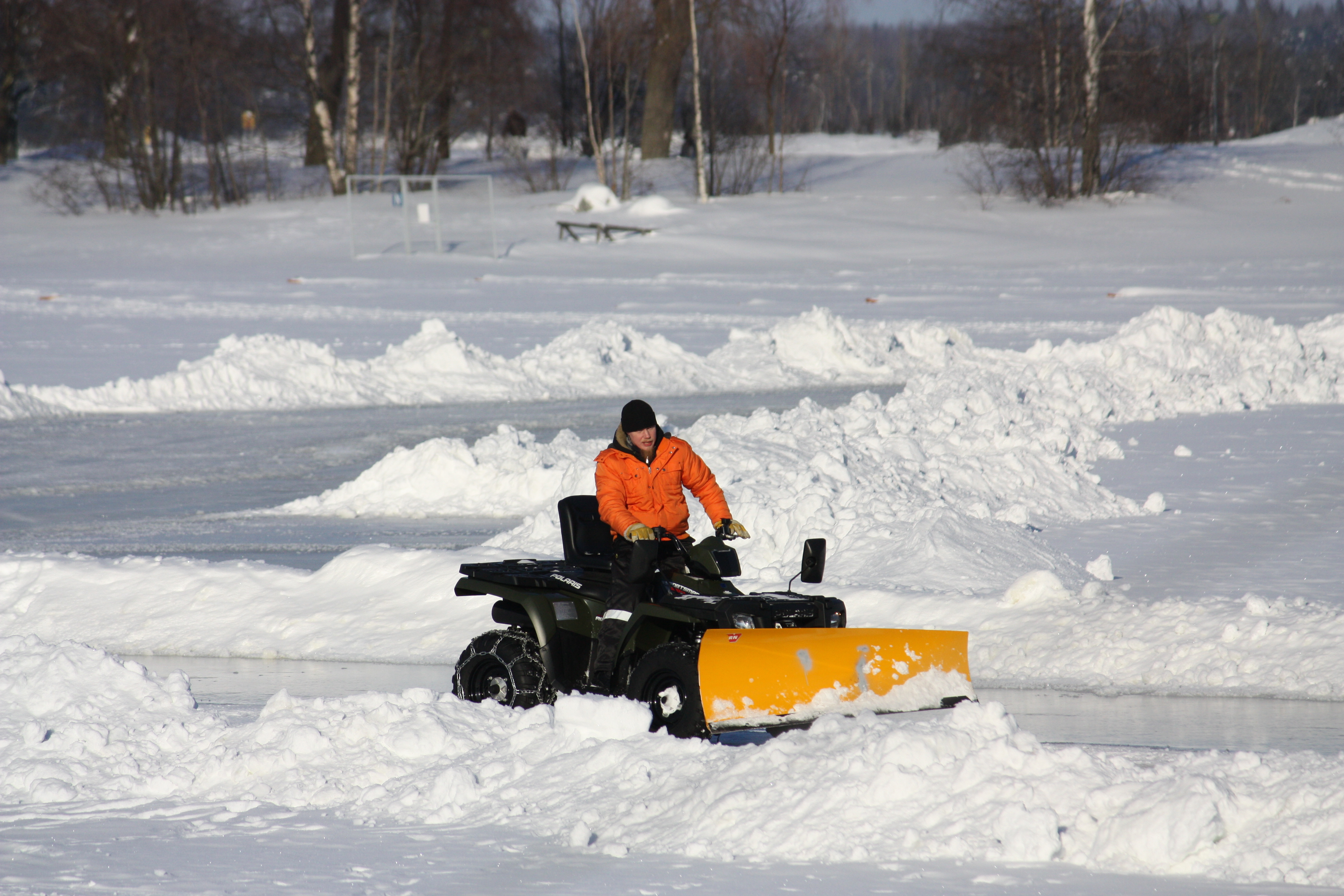
Chasse-neige de patinoire monté sur un quad.

## Fabricants
- Boschung
- Bucher Industries
- Oshkosh
- Frink-America